# Скоробогатько Віталій Якович
Віталій Якович Скоробогатько (нар. 18 липня 1927, Київ — 4 липня 1996, Львів) — український математик, доктор фізико-математичних наук, професор, Заслужений діяч науки УРСР.

## Біографія
Народився 18 липня 1927 у Києві.
У 1945—1947 роках навчався у Московському університеті, з 1947 року продовжив навчання на фізико-математичному факультеті Львівського університету, який закінчив 1951 року. Серед викладачів університету був Лопатинський Ярослав Борисович, у якого згодом Скоробогатько захистить кандидатську дисертацію.
1951—1963 роки — аспірант, асистент, доцент Львівського університету.
З 1969 по 1996 рік — завідувач відділу диференціальних рівнянь і теорії функцій Інституту прикладних проблем механіки і математики ім. Я. Підстригача НАН України.
З 1956 року — член КПРС.
Помер у Львові. Похований по-християнськи на 55 полі Личаківського цвинтаря.

## Наукова діяльність
- 20 вересня 1954 — захистив кандидатську дисертацію «Єдиність та існування розв'язків диференціальних рівнянь еліптичного типу другого порядку» (науковий керівник — Лопатинський Ярослав Борисович).
- 1963 — захистив докторську дисертацію «Дослідження з якісної теорії диференціальних рівнянь із частинними похідними».
- 1968 — професор.

Під керуванням Скоробогатька захищено 11 докторських і 25 кандидатських дисертацій.
Скоробогалько отримав вагомі результати в області диференціальних рівнянь, конструктивної теорії функцій, обчислювальної математики, теоретичної і математичної фізики, керував чотирма науковими семінарами з різних напрямків математики.
Автор проєкту «Українська академія математики ім. Михайла Кравчука».
Творець математичної школи.

## Нагороди
- Заслужений діяч науки і техніки УРСР — 1978 рік.

## Пам'ять
Започаткувана Скоробогатьком і Дородніциним періодична конференцію під назвою «Нові підходи до розв'язування диференціальних рівнянь», з 2001 року носить назву «Міжнародна математична конференція ім. В. Я. Скоробогатька».
У Львові, на вулиці Джохара Дудаєва, б. 15 встановлено таблицю, яка сповіщає, що тут у 1988—1996 роках працював математик Віталій Скоробагатько.